# Nico Outhuijse
Nico Outhuijse (Harlingen, 4 april 1972) is een Nederlandse drummer en producer. Hij is actief in de Friese band De Kast en speelt tussen 2003 & 2006 in de rockband Spanner, samen met zanger Syb van der Ploeg. Naast drummen, produceert Outhuijse De Kast, The New Shining, Jelle B, Zipp, Twarres, Kayak en verschillende andere bands in zijn studio: The Grien Room in Leeuwarden. Outhuijse scoorde met zijn productie van The New Shining een landelijke radiohit. Het nummer "Can't Make Up My Mind" werd maandenlang gedraaid op 3FM, Radio 1 en 2, Radio 538 en Q-Music en alle regionale zenders. Daarnaast werd de Radio 2 Top 2000 behaald. Het is afkomstig van het album Stripped/Full Circle.
Naast De Kast was Outhuijse actief als drummer in Motel Westcoast en in Syb & Band.